# ONE (レシート買い取りアプリ)
ONE（ワン）は、株式会社WEDが運営するレシート買取スマートフォンアプリである。買い物したレシートを撮影して送ることでポイント還元を得られるほか、アプリ内から買い物するとポイントがもらえるモール機能を提供している。

## 概要
アプリから買い物したレシートの写真を撮ると1〜10円で買い取りを受けられる。当初はこの機能がメインで買い取り回数は無制限だったが、現状は「なんでもレシート」という名称になり時間帯で制限があるほか、広告を見ないと送れないようになっている。また特定の商品を買うことで数十円〜数百円の還元を受けられる「レシート買取ミッション」もある。
モール機能は「ONEモール」という名称で、特定のオンラインショップで買い物するとポイントバックされる仕組みになっている。
レシートのデータを元に生活者の消費行動を分析するという対企業向けのビジネスも手掛ける。

## 沿革
- 2018年
  - 6 月 - レシート買取アプリ「ONE」をリリース
- 2020年
  - 1 月 - 運営会社の社名が「ワンファイナンシャル株式会社」から「WED株式会社」に変更
- 2021年
  - 4月 - 買い物情報などを配信する「ONE NEWS」をリリース
  - 7月 - 東京都議会議員選挙の投票済証明書を10円で買い取るキャンペーンを実施
  - 7月 - 買取レシートが1億枚を突破
  - 9月 - 200万ダウンロードを突破
  - 11月 - 横浜市の飲食店利用促進事業「レシ活チャレンジ」に採択
  - 12月 - 買取レシートが2億枚を突破
- 2022年
  - 1月 - 300万ダウンロードを突破
  - 3月 - 買取レシートが3億枚を突破
  - 5月 - 400万ダウンロードを突破
  - 6月 - 買取レシートが4億枚を突破
  - 7月 - ONEアプリ内にモール機能「ONEモール」をリリース
  - 8月 - 横浜市のレシートを活用した市民・事業者支援事業「レシ活VALUE」に採択
  - 9月 - 買取レシートが5億枚を突破
  - 9月 - 500万ダウンロードを突破
  - 11月 - 買取レシートが6億枚を突破
- 2023年
  - 5月 - 千代田区の「レシートを活用した区民生活応援事業運営業務」に採択
- 2024年
  - 累計ユーザー数が600万人超、レシート買取枚数は国内最多の10億枚を突破